# مهر مهرویه
مهرمهرویه یا مهرماه‌روی (در منابع یونانی: Mermeróēs، Μερμερόης) از فرماندهان ارشد ارتش ایران  در سده ششم میلادی در جنگ‌های ایران و روم بود.

## زندگی‌نامه
از دوران جوانی مهرمهرو چیزی دانسته نیست. در سال ۵۵۵ میلادی او به عنوان یک پیرمرد توصیف شده‌است. نخستین آگاهی مان از وی مربوط به سال ۵۳۰ میلادی در طی جنگ ایبری است. در آن جنگ وی سی هزار تن را برای اشغال ارمنستان روم رهبری می‌کرد؛ با اینحال در نزدیکی شهر ساتالا (در ترکیه امروزی) از ژنرال ارتش روم - سیتاس - شکست خورده و مجبور به عقب‌نشینی شد. در تابستان ۵۳۱ به دنبال پیروزی ایرانیان در نبرد کالینیکوم، شاهنشاه ایران - قباد یکم، مهرمهرو را به همراه کنارنگ به بیزانس فرستاد تا سیلوان را تصرف کنند. دو فرمانده شهر را تصرف کردند اما از ایران خبر مرگ قباد رسید؛ از طرفی هم زمستان بسیار سردی بود و نهایتاً تصمیم گرفتند که به خاک ایران عقب‌نشینی کنند.
در سال ۵۴۰ پس از اینکه دو طرف مجدداً در سال ۵۴۰ به دشمنی روی آوردند، مهرمهرو به فرمان خسرو اول انوشیروان مأمور شد تا قلعه دارا را تصرف کند. اما به گفتهٔ گوربپوس او از فرمانده قلعه دارا - جان تیراگیلتا - شکست خورد.
در سال ۵۴۲ به فرمان شاه با سپاهی برای رهاسازی پترا در لازستان که تحت تصرف قوای رومی بود، وارد آن منطقه شده و با شکست قوای رومی شهر را آزاد کرد اما به علت نرسیدن تدارکات مجبور به عقب‌نشینی به دوین در ارمنستان ایران شد. با اینحال سه هزار تن را در شهر و پنج هزار تن را برای بازنگه داشتن مسیر تدارکات در آنجا گذاشت.
این نیروها توسط لازها و بیزانس‌ها شکست خوردند و بساس - فرمانده جدید نیروهای بیزانس - شهر را مجدداً محاصره کرد. در بهار ۵۵۱، مهرمهرو چنین نمایاند که بار دیگر قصد آزادسازی آن دژ را دارد اما پیش از آنکه چنین کند به سمت آرکیوپولیس (در گرجستان امروزی) رفت؛ او شهر را محاصره کرد اما از آنجا که نیروهایش از کمبود تدارکات در رنج بودند، مجبور به رها کردن شهر شد و به سمت غرب رفت. در طول زمستان بعد ۵۵۱/۵۵۲ میلادی، او تسلط خود را بر شرق لازستان گسترش داد اما پیشنهاد صلح اش با پادشاه لازستان مورد موافقت قرار نگرفت بنابراین مجبور شد تعدادی سرباز سبیر (هون‌هایی که در جنوب روسیه امروزی زندگی می‌کردند) به مزدوری بگیرد و در سال ۵۵۲ مجدداً به آرکیوپولیس لشکر کشید اما موفق به فتح شهر نشد و عقب‌نشینی کرد.
در سال ۵۵۴ موفق شد تا بیزانسی‌ها را از تفلیس بیرون براند. بیزانسی‌ها مجبور شدند در امتداد رود ریون (در گرجستان امروزی) عقب‌نشینی کنند. مهرمهرو استحکامات را تحکیم کرد اما به علت مشکل آذوقه و بیماری خود به ایبری رفت و در تابستان ۵۵۵ در اثر بیماری در کارتلی (گرجستان امروزی) درگذشت. و نخوارگان جانشین او شد.

## پانوشت‌ها
1. 1 2 3 4 5 6  (Martindale، Jones و Morris 1992، ص. 884).
2. ↑  (Greatrex و Lieu 2002، ص. 91).
3. ↑  (Greatrex و Lieu 2002، صص. 94–95).
4. ↑  (Greatrex و Lieu 2002، صص. 111–112).
5. ↑  (Greatrex و Lieu 2002، ص. 117).
6. ↑  (Greatrex و Lieu 2002، ص. 119).
7. ↑  (Greatrex و Lieu 2002، ص. 120).
8. ↑  (Martindale، Jones و Morris 1992، صص. 884–885); (Greatrex و Lieu 2002، ص. 91).